# NGC 4628
NGC 4628 este o galaxie seyfert de tip 2⁠(d) situată în constelația Fecioara. A fost descoperită în 20 martie 1789 de către William Herschel. Se află la o distanță de 40,74 de megaparseci de Pământ.